# Fraude
Num sentido amplo, uma fraude é um esquema ilícito ou de má fé criado para obter ganhos pessoais, apesar de ter, juridicamente, outros significados legais mais específicos (os detalhes exatos divergem entre as jurisprudências). Muitos embustes são fraudulentos, apesar dos que não são criados para obter ganhos pessoais não são adequadamente descritos desta maneira. Nem todas as fraudes são hoax, como a fraude eleitoral, por exemplo. A fraude é difundida em muitas áreas da vida, incluindo a fraude artística, fraude arqueológica e a fraude científica. Num sentido amplo, mas legal, uma fraude é qualquer crime ou ato ilegal para lucro daquele que se utiliza de algum logro ou ilusão praticada na vítima como seu método principal.

## Definição
Em direito penal, fraude é o crime ou ofensa de deliberadamente enganar outros com o propósito de prejudicá-los, usualmente para obter propriedade ou serviços dele ou dela injustamente. Fraude pode ser efetuada através de auxílio de objetos falsificados.
No meio acadêmico, fraude pode se referir a fraude científica – a falsificação de descobertas científicas através de condutas inapropriadas – e, de uso comum, fraude intelectual significa a falsificação de uma posição assumida ou sugerida por um escritor ou interlocutor, dentro de um livro, controvérsia ou debate, ou uma ideia apresentada enganosamente para esconder conhecidas fraquezas lógicas. Fraude jornalística implica numa noção similar, a falsificação de furos jornalísticos.
Fraudes podem ser cometidas através de muitos métodos, incluindo fraude de correspondência, por meios de Tecnologia de Informações, fraude por telefone e fraude por internet
Atos que podem ser caracterizados como fraude criminal incluem:
- A fraude nigeriana
- Propaganda enganosa
- Roubo de identidade
- Esquema em pirâmide
- Falsificação de documentos ou assinaturas
- Apropriação de propriedade de outros sob custódia através da violação de confiança
- Fraude da saúde, vendendo produtos inócuos, como remédios falsos
- Criação de empresas falsas
- Insolvência de instituições bancárias e de seguro

## No Brasil
No Brasil, o estelionato e outras fraudes estão tipificados nos artigos n° 171 e seguintes do Código Penal Brasileiro. Outras fraudes estão definidas em diferentes estatutos legais (fraudes fiscais, eleitorais, comerciais).

## Alguns fraudadores
- Alves Reis, português que falsificou títulos bancários impressos no valor de 100.000.000 escudos portugueses. (Isto equivaleria a 150 milhões de dólares americanos hoje).
- Shinichi Fujimura – arqueólogo que anunciou em 23 de outubro de 2000 que ele descobriu oito peças de cerâmica vitrificada de uma camada de terra, com mais de 600.000 anos de idade nas ruínas Kamitakamori em Tsukidate, jurisdição da cidade de Miyagi, creditada como a mais velha do país. Entretanto, Fujimura confessou que ele tinha enterrado as peças nas ruínas durante o progresso da escavação.
- Jorge Jardim Gonçalves, português que usou sociedades off shore para operações irregulares do Banco Comercial Português. Ele fez uma fraude de vários milhões de euros.